# Liemberg (Gemeinde Liebenfels)
Liemberg ist eine Ortschaft in der Gemeinde Liebenfels im Bezirk Sankt Veit an der Glan in Kärnten (Österreich). Die Ortschaft hat 60 Einwohner (Stand 1. Jänner 2024). Die Ortschaft liegt zur Gänze auf dem Gebiet der Katastralgemeinde Liemberg.

## Lage, Hofnamen
Liemberg liegt nördlich des Liembergbachs, östlich vom Veitsberg, östlich unterhalb der Burgruine Liemberg. In der Ortschaft werden folgende Hofnamen geführt: Zoinig (Nr. 1), Kraut (Nr. 4), Riegler (Nr. 6), Schargast (Nr. 7) und Rieplkeusche (Nr. 9).

## Geschichte
Der Ort wurde erstmals im Jahr 1147 erwähnt (Lienberg); der Name leitet sich vom mittelhochdeutschen lien (= Waldrebe) ab. Der kleine Ort um Pfarrkirche Liemberg, Pfarrhof und Schloss Liemberg mit Meierhof war in der ersten Hälfte des 19. Jahrhunderts Zentrum des Steuerbezirks Liemberg. Bei der Schaffung der politischen Gemeinden Mitte des 19. Jahrhunderts kam der Ort zur Gemeinde Liemberg, mit deren Auflösung 1958 zur Gemeinde Liebenfels.

## Bevölkerungsentwicklung
Für die Ortschaft zählte man folgende Einwohnerzahlen:
- 1869: 12 Häuser, 102 Einwohner[4]
- 1880: 12 Häuser, 86  Einwohner[5]
- 1890: 12  Häuser, 73 Einwohner[6]
- 1900: 12  Häuser, 69 Einwohner[7]
- 1910: 12  Häuser, 75 Einwohner[8]
- 1923: 10 Häuser, 57 Einwohner[9]
- 1934: 60 Einwohner[10]
- 1961: 12  Häuser, 58 Einwohner[11]
- 2001: 24 Gebäude (davon 19 mit Hauptwohnsitz) mit 26 Wohnungen; 76 Einwohner und 1 Nebenwohnsitzfall; 22 Haushalte; 2 Arbeitsstätten, 5 land- und forstwirtschaftliche Betriebe[12]
- 2011: 27 Gebäude, 71 Einwohner, 21 Haushalte, 3 Arbeitsstätten[13]
- 2021: 27 Gebäude, 58 Einwohner, 22 Haushalte, 6 Arbeitsstätten[14]

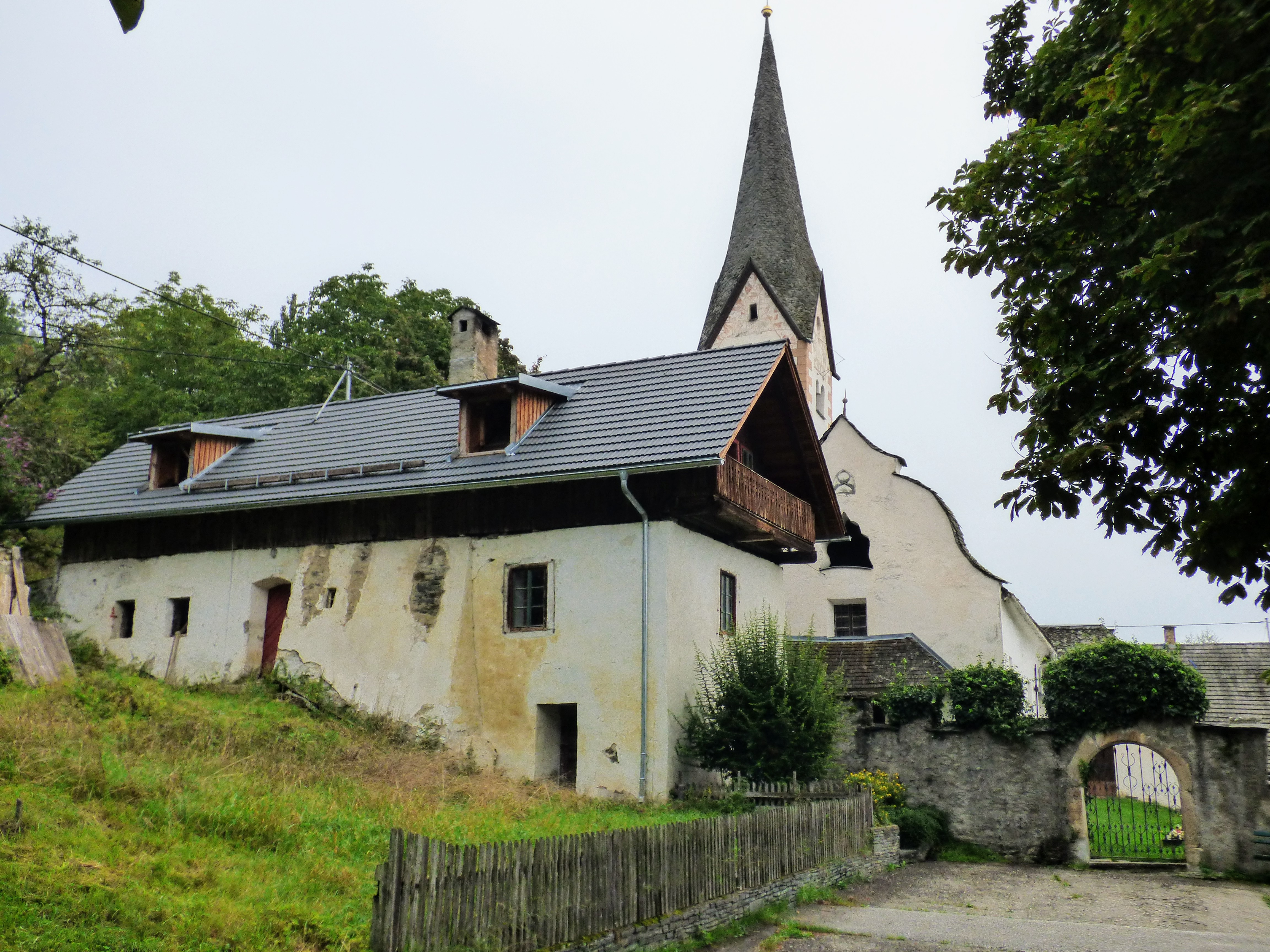
Mesnerhaus und Kirche
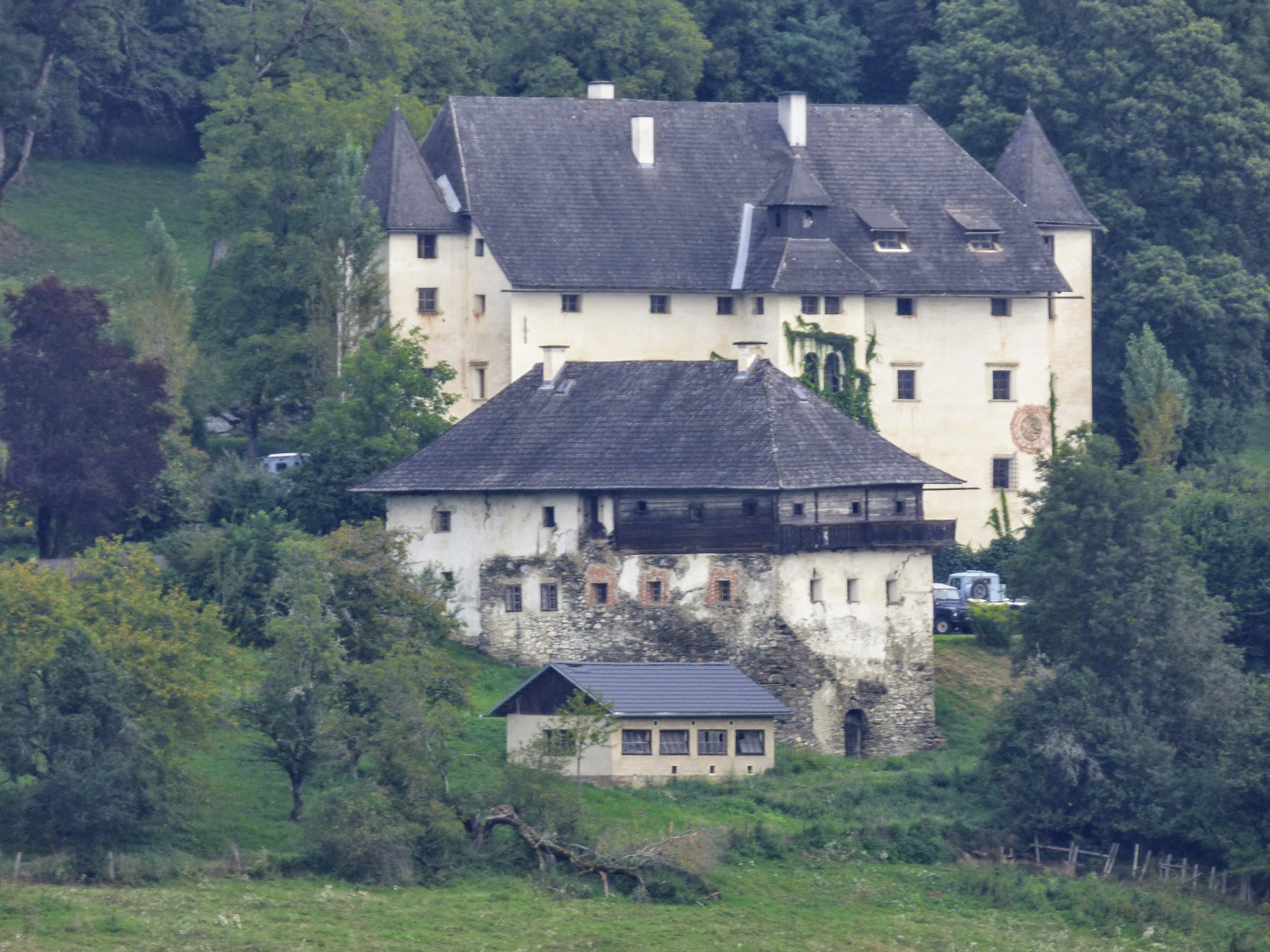
Meierhof und Schloss
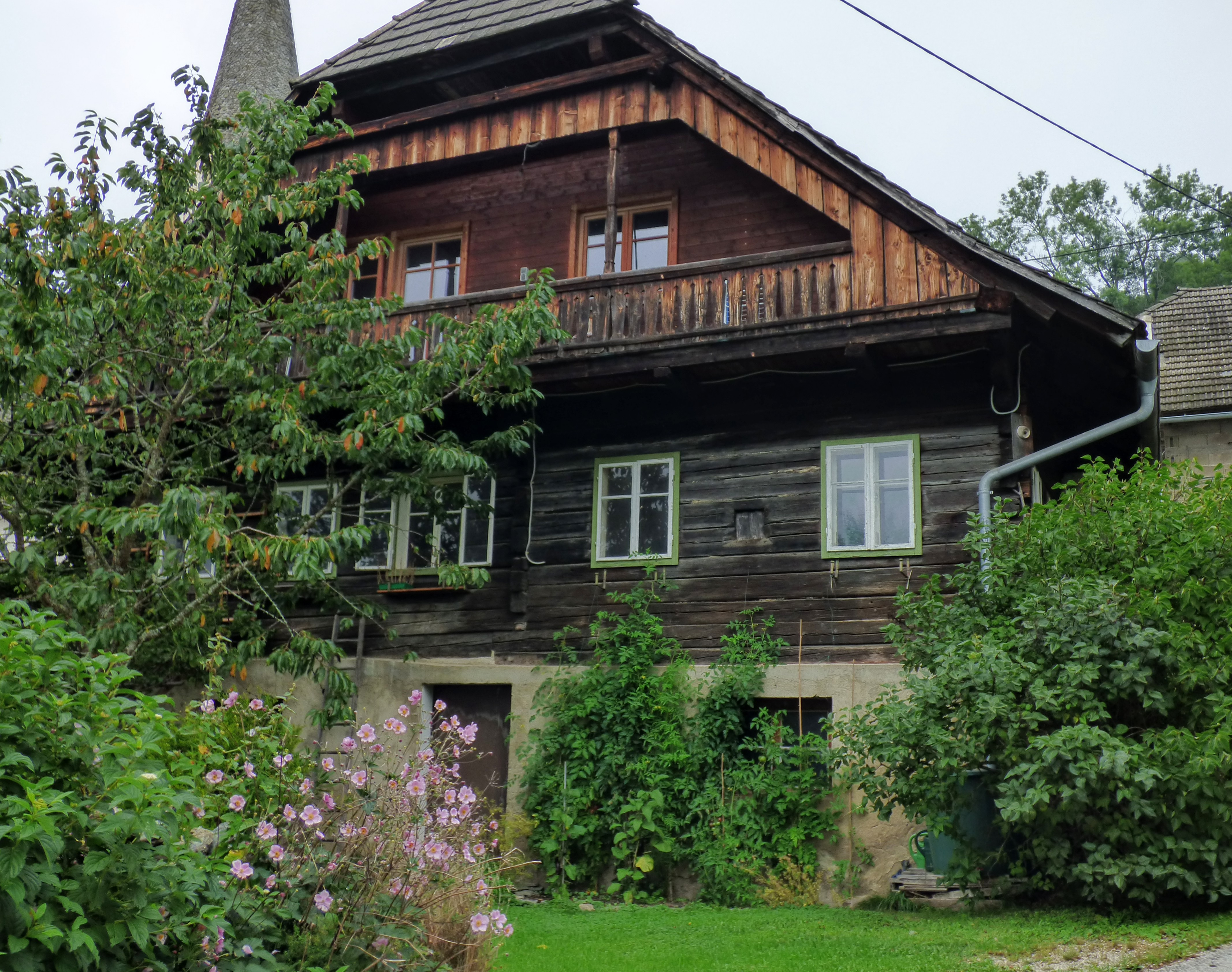
Holzhaus in Liemberg
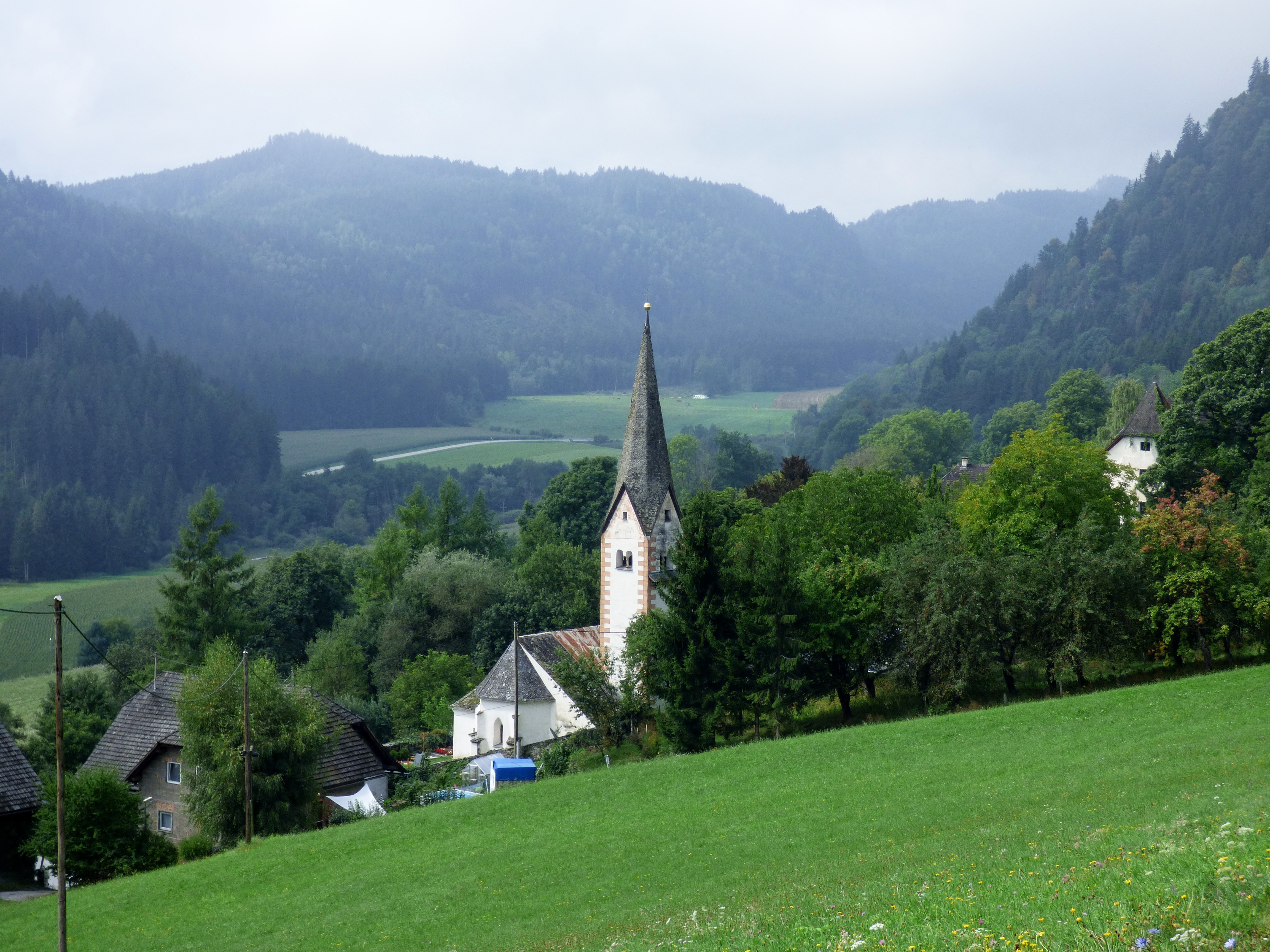
Kirche Liemberg